# حزب سوسیال دموکراتیک سوئیس
حزب سوسیال دموکرات سوئیس (به آلمانی: Sozialdemokratische Partei der Schweiz , SP رومانش: Partida Socialdemocrata de la Svizra)، که همچنین به عنوان حزب سوسیالیست سوئیس شناخته می‌شود، (فرانسوی: Parti socialiste suisse‎,PS ایتالیایی: Partito Socialista Svizzero)، یک حزب سیاسی با ایدئولوژی سوسیال دموکراسی در کشور سوئیس است. این حزب دموکرات از سال ۱۹۶۰ تاکنون دو نماینده در شورای فدرال سوئیس داشته و دومین بالاترین تعداد آرا را در انتخابات فدرال سوئیس سال ۲۰۱۹ به خود اختصاص داده‌است.
این حزب در ۲۱ اکتبر ۱۸۸۸ تأسیس شد و در حال حاضر دومین حزب از چهار حزب سیاسی مهم ائتلاف در سوئیس است. این حزب تنها حزب در است سمت چپ با نمایندگان در شورای فدرال سوئیس، در حال حاضر آلن برست و سیمونتا سوماروگا هستند. از سپتامبر ۲۰۱۹، این حزب دومین حزب سیاسی بزرگ در پارلمان سوئیس است.
برخلاف بیشتر احزاب دیگر سوئیس، حزب بزرگترین حزب طرفدار اروپا در سوئیس است و از عضویت سوئیس در اتحادیه اروپا حمایت می‌کند. علاوه‌بر این، آن به شدت مخالف سرمایه‌داری است و هدف بلند مدت غلبه بر سرمایه‌داری را حفظ می‌کند. این حزب عضو اتحاد پیشرو و عضو وابسته حزب سوسیالیست‌های اروپایی هم هست.

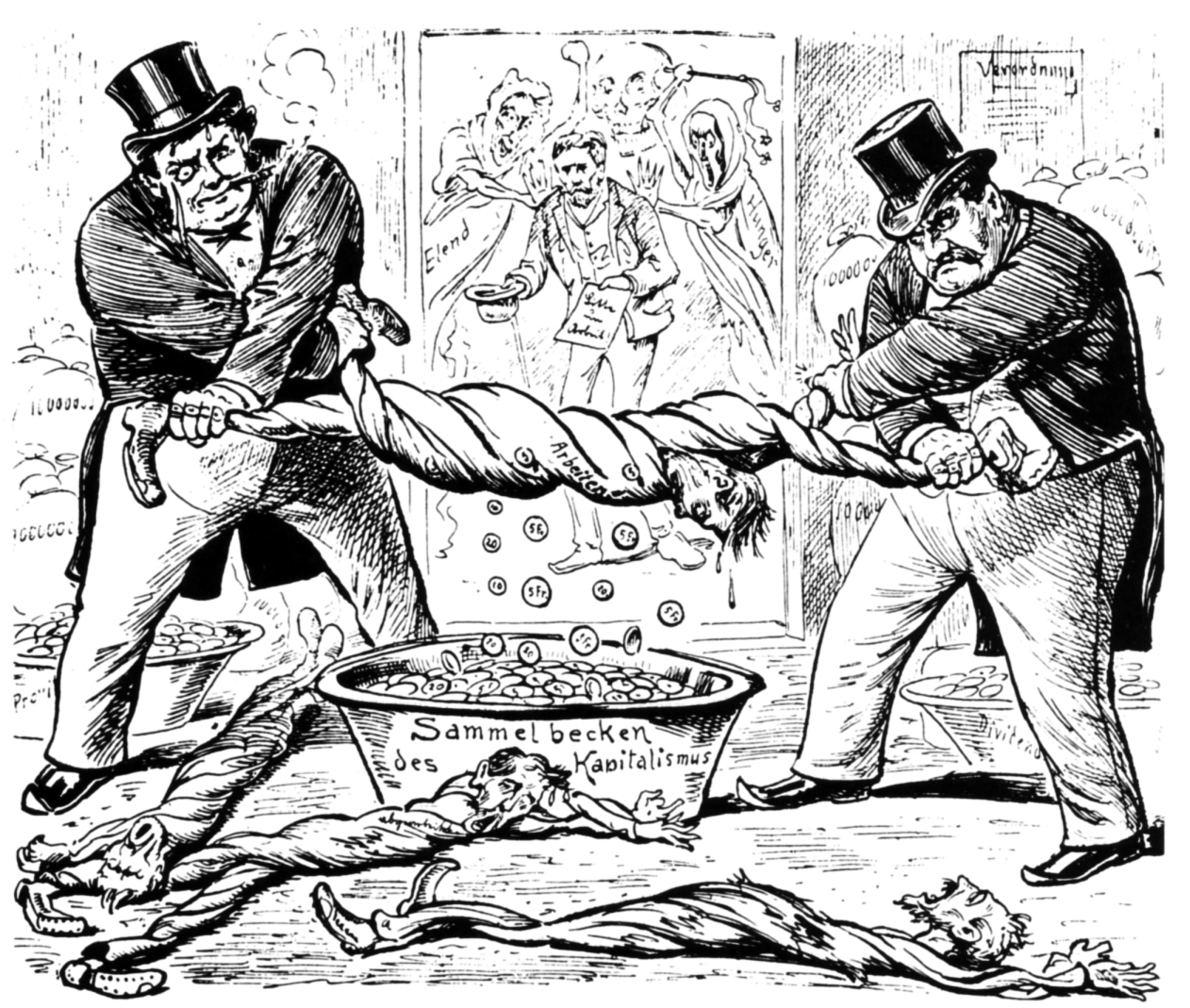
"رابطه جدید بین کارگران و کارآفرینان، کاریکاتوری از سال ۱۸۹۶ دربارهٔ شرایط بد کار در کارخانه‌های سوئیس با توجه به جنبش کارگری سوئیس در مجله طنز زوریخ Der neue Postillon

قبل از تأسیس حزب ملی سیاسی جنبش‌های مختلف کارگری قرن نوزدهم در سوئیس مانند اتحادیه گروتلی، اتحادیه اتحادیه‌های کارگری سوئیس و چندین حزب سوسیال دمکرات محلی وجود داشت. بیشتر این احزاب کارگری مدت کوتاهی به طول انجامید، تا زمان تأسیس حزب سوسیال دموکرات در ۲۱ اکتبر ۱۸۸۸ (روز کارگر سوئیس). آلبرت استک از برن سکوی حزب را تشکیل داد که بر دموکراسی تأکید داشت، آرمان‌های انقلابی را رد کرد و برای حل مسئله دموکراتیک مسئله اجتماعی را ضروری کرد. اولین رئیس حزب الکساندر ریشل از برن بود.